# Zeke Marshall
Zeke Marshall (Pittsburgh, 13 dicembre 1990) è un cestista statunitense.

## Palmarès
- NBDL All-Rookie Second Team (2014)